# John Alexius Bathersby
John Alexius Bathersby (Stanthorpe, 26 de julho de 1936 - Brisbane, 9 de março de 2020) foi um ministro australiano e arcebispo católico romano de Brisbane.
John Alexius Bathersby recebeu após sua formação filosófica e teológica no Seminário Pio XII em Banyo, Queensland, em 30 de junho de 1961 na Igreja de São José em Stanthorpe ordenado pelo Bispo de Toowoomba, William Joseph Brennan. De 1962 a 1969 foi pároco na paróquia de Goondiwindi. Estudou teologia em Roma na Pontifícia Universidade Gregoriana e na Pontifícia Faculdade Teresianum. De 1972 a 1979 foi Diretor Espiritual do Seminário Pio XII. Em 1982 concluiu o doutorado em espiritualidade em Roma e depois voltou a trabalhar no Seminário Pio XII.
O Papa João Paulo II o nomeou Bispo de Cairns em 17 de janeiro de 1986. O arcebispo de Brisbane, Francis Roberts Rush, o consagrou bispo em 20 de março de 1986; Os co-consagradores foram John Ahern Torpie, ex-bispo de Cairns, e Edward Francis Kelly MSC, bispo de Toowoomba.
Foi nomeado arcebispo de Brisbane em 3 de dezembro de 1991 e empossado em 30 de janeiro do ano seguinte. Papa Bento XVI aceitou em 14 de novembro de 2011, a renúncia de John Alexius Bathersby por motivos de idade.
Bathersby estava envolvido no ecumenismo e esteve envolvido no Diálogo Internacional Católico-Metodista e no Diálogo da Igreja Católica Australiana de 1989 a 1995. De 1997 a 2002 ocupou a presidência do Conselho Nacional de Igrejas na Austrália. Em 2001, o Papa João Paulo II o nomeou para liderar o Grupo de Trabalho Internacional Anglicano-Católico Romano (IARCCUM).
John Alexius Bathersby foi o primeiro Grão-Prior da recém-criada Tenência de Queensland-Austrália da Ordem Equestre do Santo Sepulcro de Jerusalém em 1997.